# Mick Weaver
Mick Weaver (* 16. Juni 1944 in Bolton, England) ist ein britischer Rockmusiker (Keyboard). Zeitweilig trat er unter dem Pseudonym Wynder K. Frog auf.
"Wynder K. Frog" war auch der Name von Weavers erster Band, die bis 1968 bestand. Als Steve Winwood Anfang 1969 die Band Traffic verließ, um bei Blind Faith mitzumachen, bildete Weaver mit den restlichen Traffic-Musikern die Band Wooden Frog, auch bekannt als „Mason, Capaldi, Wood & Frog“. Die Gruppe löste sich jedoch nach einigen Auftritten wieder auf.
Ab 1970 spielte Weaver bei vielen Bands, darunter die Grease Band, die Bands von Keef Hartley, Joe Cocker, Frankie Miller, Ronnie Lane, Eric Burdon und Roger Chapman.
Seit den 1990er Jahren ist Mick Weaver in der Band des Blues-Musikers Taj Mahal.